# Pac-Man 99
Pac-Man 99 (パックマン99, Pakkuman 99) (stylisé PAC-MAN 99) est un jeu vidéo de labyrinthe et de battle royale développé par Arika et édité par Bandai Namco Entertainment. Il est sorti le 7 avril 2021 sur Nintendo Switch.
Le 8 octobre 2023, les fonctionnalités en ligne du jeu sont désactivés. Le mode battle royale n'est donc plus accessible.

## Système de jeu
À la manière de Tetris 99, le joueur joue sur son propre plateau de jeu contre 99 autres joueurs simultanément. Il prend le contrôle de Pac-Man et doit naviguer dans un labyrinthe sans se faire toucher par des fantômes. Il peut récupérer des pastilles de pouvoir pour rendre les fantômes vulnérables pendant un certain temps, permettant à Pac-Man de les manger, ce qui envoie un malus aux autres joueurs. Lorsque cela se produit, des petits fantômes blancs apparaissent sur le plateau de jeu d'un des adversaires. Ils poursuivent le joueur et le ralentis au contact.